# Эскадренные миноносцы проекта 30-бис
Эскадренные миноносцы проекта 30-бис, также известные как Эскадренные миноносцы типа «Смелый» — тип эсминцев, корабли которого строились для Советского ВМФ с 1948 по 1953 год. Самая большая серия крупных надводных кораблей за всю историю российского/советского флота. Эсминцы серии 30-бис являлись развитием эсминцев проекта 30-К.

## Предыстория
Великая Отечественная война внесла существенные коррективы в планы строительства в СССР военных кораблей класса «эскадренный миноносец»: в ходе войны было потеряно 34 эсминца, ещё 30 находившихся в постройке кораблей этого класса в силу различных причин не были достроены, а значительная часть из уцелевших эсминцев находилась в небоеспособном состоянии и требовала проведения капитального ремонта и модернизации. На основе военного опыта были также выявлены серьёзные недостатки эсминцев предвоенных проектов, такие как недостаточная прочность корпусов из хрупкой маломарганцовистой стали, низкая мореходность и отсутствие запасов по нагрузке для обеспечения модернизации боевых и технических средств (в частности для размещении средств радиолокации и замены неуниверсальной артиллерии на универсальную).
15 августа 1945 года появился официальный проект десятилетней программы военного кораблестроения на 1946—1955 годы. Согласно первоначальному проекту за 10 лет предполагалось построить 132 «больших» эсминца и 226 «обычных» эсминцев, однако очевидная нереализуемость программы в послевоенных условиях привела к её корректировке и число планировавшихся к закладке эсминцев было сокращено до 188. Так как флот нуждался в срочном пополнении своего состава, а разработка нового поколения эсминцев (проект 41) только начиналась, Политбюро было принято решение для поддержания судостроительной промышленности и обновления состава флота начать строительство морально устаревших эскадренных миноносцев проекта 30-бис.

## История разработки
Разработка первого послевоенного проекта эскадренных миноносцев на базе предыдущего проекта 30 была поручена коллективу ЦКБ-17. Состав вооружения был окончательно уточнен 28 ноября 1945 г. Материалы технического проекта и рабочие чертежи были разработаны под руководством главного конструктора А. Л. Фишера (заместители Г. Д. Агула, К. А. Масленников) в новом, воссозданном, ЦКБ-53. Технический проект был утверждён Постановлением Совета Министров СССР № 149-95 от 28 января 1947 года.
Головной корабль данного проекта был принят в состав ВМФ СССР 21 декабря 1949 года, к дню рождения И. В. Сталина. За проектированием и постройкой головного эскадренного миноносца проекта 30-бис (эсминец «Смелый») от ВМФ наблюдал инженер-подполковник А. Т. Ильичев.

## История строительства
Эскадренные миноносцы данного проекта строились на заводах № 445 (№ 200) имени 61 Коммунара в Николаеве (18 единиц), № 199 имени Ленинского комсомола в Комсомольске-на-Амуре (18 единиц), № 190 имени А. А. Жданова в Ленинграде (16 единиц) и № 402 в Молотовске. Головной корабль данного проекта был заложен на стапеле завода им. А. А. Жданова 16 мая 1948 года и получил наименование «Смелый», спущен на воду 29 сентября 1948 года, и после предъявления на государственные испытания 3 ноября 1949 года был принят в составе ВМФ к дню рождения И. В. Сталина 21 декабря 1949 года. Всего с 1948 по 1953 годы было построено 70 кораблей данного проекта.

## Вооружение
Две двухорудийные 130-мм артиллерийские установки башенного типа Б-2ЛМ, одна двухорудийная 85-мм артустановка башенного типа 92-К, 4×2×37-мм зенитных установок В-11, 3x25-мм зенитных автоматов 2М-3м, 2×553-мм пятитрубных торпедных аппарата, 2 противолодочных бомбомёта БМБ-2, глубинные бомбы(ББ-1), якорные мины (36 шт. типа КБ «Краб», УКСМ). На первых кораблях вместо В-11 устанавливались 5×1×37 мм, а вместо БМБ-2 устанавливался БМБ-1.
Система управления артогнём главного калибра включала КДП с РЛС «Заря», стрельбовую РЛС, электромеханическую ПУС «Мина 30 бис»(использовалась также для выхода в торпедную атаку и управления торпедной стрельбой). Для управления зенитной стрельбой 85 мм установки 85-К МПУАЗО с использованием электромеханического линейного построителя. Стрельба из ТА осуществлялась как воздухом, так и с использованием пороховых ПВЗ центральной наводкой, с ходового поста с использованием Пр.1Н (Ночной торпедно-артиллерийский визир) и инклинометра (оптического определителя КУц.), или непосредственно с ТА с использованием торпедного визира. Использовались парогазовые торпеды 53-39, 53-56В, противолодочные торпеды СЭТ-53М. На кораблях устанавливалась ГАС «Тамир-5М» и РЛС обнаружения воздушных целей «Гюйс-1». Для управления бомбомётами и бомбосбрасывателями на ходовом посту устанавливался электромеханический «Рекордер».

## Модернизация
8 эсминцев «Безбоязненный», «Бесшумный», «Верный», «Вихревой», «Огненный», «Опасный», «Охраняющий» и «Стремительный») в 1960—1962 гг. переоборудованы в корабли радиотехнической разведки (проект 31).
Эсминец «Вечный», с 1 7.12.1960 г.- ПТБ-12, с 28.7.1962 г. — ПМ-141, с 15.7.1971 г.- УТС-27 (заводской № 16). 1.12.1948 г. зачислен в списки кораблей ВМФ и 12.1.1950 г. заложен на заводе № 199, спущен 30.8.1950 г., вступил в строй 15.12.1950 г. и 18.3.1951 г., подняв Военно-морской флаг, вошёл в состав 5-го ВМФ. С 23.4.1953 г. входил в состав ТОФ. 22.11.1960 г. выведен из боевого состава, разоружён, переоборудован и переклассифицирован в плавучую техническую базу, использовался для обеспечения базирования атомных подводных лодок 45-й ДиПЛ, 28.7.1962 г. переформирован в плавмастерскую, 15.7.1971 г. превращён в учебно-тренировочную станцию, а 05.08 2001 г. спущен Андреевский флаг, 01.11.2001 г. расформирован экипаж, 19.04 2002 г. исключён из списков плавсредств ВМФ в связи с передачей в ОРВИ для демонтажа и разделки на металл.

## Служба
Два ЭМ этого типа во время учений Северного Флота обнаружили и, после многочасового акустического сопровождения, заставили всплыть ДЭПЛ «Opportune» (класса «Oberon»). Это произошло 23 июня 1965 г. Указанная ДЭПЛ Королевских ВМС Великобритании находилась на патрулировании в Норвежском море и 21 июня получила развединформацию от флаг-офицера Шотландии и Северной Ирландии о том, что Советские вооружённые силы начали учения в районе, расположенном к северо-востоку от её позиции. Командир ДЭПЛ «Opportune» выдвинул свою лодку в заданный район. 22 июня в 04.24 его лодка вошла в контакт с двумя советскими ЭМ типа «Скорый», осуществлявших гидроакустический поиск. Во время того, как ДЭПЛ «Opportune» начала собирать развединформацию, фотографируя в перископ и записывая шумы винтов ЭМ и работу их гидроакустических станций, она была обнаружена. Срочное погружение и маневрирование лодкой на малошумном ходу по курсу генеральным направлением на юг желаемого успеха отрыва от советских ЭМ не дали. На попытки уклонения советские ЭМ стали сбрасывать подрывные заряды, обычно на учениях сил ПЛО имитирующие атаку глубинными бомбами, чтобы показать, что ПЛ атакована. В течение следующих 30 часов два ЭМ типа «Скорый» охотились за ДЭПЛ «Opportune», пока аккумуляторные батареи последней не разрядились настолько, что командир ПЛ 23 июня в 11.30 был вынужден отдать приказ на всплытие. После всплытия ЭМ заняли позиции приблизительно в 2000 ярдов (1828,8 метров) с каждого борта ДЭПЛ «Opportune», взяв её, таким образом, в клещи. Один из ЭМ поблагодарил ПЛ за работу с ними, в то время как другой сблизился с ДЭПЛ «Opportune», чтобы прочитать номер лодки и обменяться данными световым семафором. Следующие 48 часов оба ЭМ типа «Скорый» сопровождали ДЭПЛ «Opportune» до вывода её из района учений, после чего корабли обеих стран разошлись.
16 кораблей из состава флота были переданы иностранным флотам: 
- Польши — 2 корабля: «Способный» («Grom») в 1957 и «Скорый» (переименован в «Wicher»);
- Египта — 5 (в том числе два пр.30-БА): «Сметливый» («Al Zaffer») и «Солидный» («Al Nasser», в 1968 возвращён СССР) в 1956, «Бурный» («Suez») и «Беспощадный» («Damietta») в 1962[6], «Отчаянный» («Al Nasser», с 1973 «6 Oktober») и «Бессменный» («Damietta») в 1968;
- Индонезии — 8: «Боевой» («Darmuda») и «Безжалостный» («Brawidjaja») в 1964, «Беззаветный» («Sutan Iskandar Muda»), «Беспокойный» («Sandjaja»), «Волевой» («Siliwangi») и «Внезапный» («Sawunggaling») в 1959, «Выразительный» («Singamangaradja») в 1962, «Пылкий» («Diponegoro») в 1964;
- Болгарии — 1 корабль «Огневой» в 1965 году (переименован в «Георгий Димитров»).